# Pustynia chłodna
Pustynia chłodna – pustynia, którą charakteryzuje zazwyczaj brak lub bardzo ograniczony dostęp do wilgotnych i ciepłych mas powietrza, spowodowanych zimnym prądem morskim lub silnym kontynentalizmem. 
Często w porze zimowej na tego typu pustyniach temperatury spadają znacznie poniżej zera (nawet poniżej minus 30 stopni Celsjusza) oraz występuje niewielka bądź płatowa pokrywa śnieżna. 
Do takich pustyń należą: Gobi, Pustynia Patagońska, Kyzył-kum, Takla Makan, Ałaszan.